# Иоанн Шавтели
Иоанн Шавтели (груз. იოანე შავთელი; 1150—1215) — выдающийся грузинский поэт, философ и оратор. Преподобный, издревле почитается Грузинской православной церковью. Дни памяти 1 апреля, 9 июня.

## Биография
Возможно, происходил из Шавшети.
Учился в Гелатской академии (Западная Грузия), где изучал сочинения святых отцов, античную и арабскую историю, философию и литературу. Принял монашество, долгие годы жил в уединенной келии жизнью сурового подвижника в пещерном монастыре Вардзия на юге Грузии. Здесь он написал оду «Абдул-Мессия» («Раб Христов»).
Сопровождал царицу Тамару в Одзрхе, когда грузинское войско под предводительством царя Давида Сослана собиралось на Басианскую битву. В Одзрхе во время молебна юродивый Евлогий пал ниц и прославил Бога, а преподобный Иоанн истолковал это как доброе предзнаменование исхода битвы в пользу грузин. Эта победа над четырехсот-тысячной армией мусульман (о численности грузинского войска данных нет) позволила Грузии сохранить независимость. Прославляя ту победу Шавтели написал «Песнь Вардзийской Богородице».
Преставился в глубокой старости.

## Память
Имя Шавтели носит улица в историческом районе Старый город в Тбилиси.